# 阿夫里约
阿夫里约（法語：Avrieux，法語發音：[avʁijø]）是法国萨瓦省的一个市镇，属于圣让德莫里耶讷区。

## 地理
阿夫里约（45°12'55"N, 6°43'15"E）面积37.85 平方千米，位于法国奥弗涅-罗讷-阿尔卑斯大区萨瓦省，该省份为法国东部省份，历史上为薩伏依的一部分，北起上萨瓦省，西接伊泽尔省和安省，南部和东部与上阿尔卑斯省和意大利接壤。
与阿夫里约接壤的市镇（或旧市镇、城区）包括：巴多内基亚、欧苏瓦、莫達訥、维拉罗丹-布尔歇、瓦勒瑟尼。

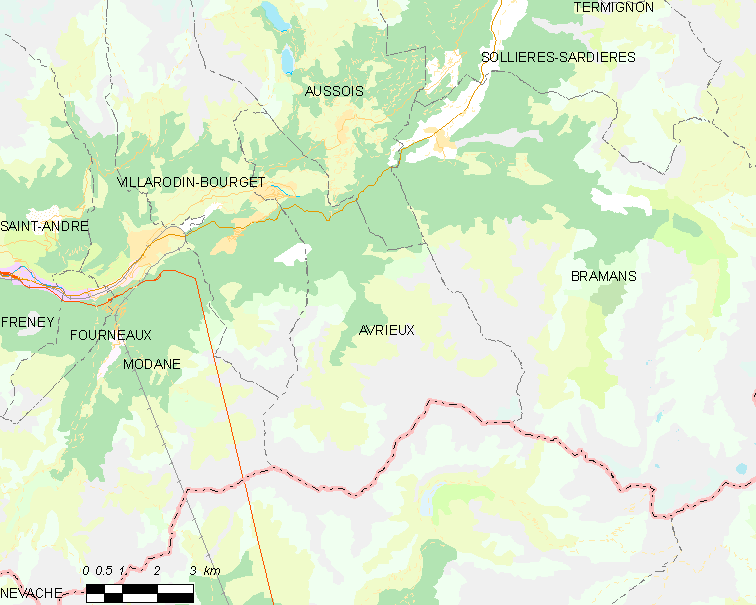
阿夫里约的OSM定位图

阿夫里约的时区为UTC+01:00、UTC+02:00（夏令时）。

## 行政
阿夫里约的邮政编码为73500，INSEE市镇编码为73026。

## 政治
阿夫里约所属的省级选区为莫达讷县。

## 人口

1962-2008年间阿夫里约人口变化图示

阿夫里约于2022年1月1日时的人口数量为394人。